# Terban (Gondokusuman)
Terban is een bestuurslaag in het regentschap Jogjakarta van de provincie Jogjakarta, Indonesië. Terban telt 9301 inwoners (volkstelling 2010).